# Fără dovadă
Fără dovadă, intitulat alternativ în limba română Impostorul din strada Baker, (1988) (denumire originală Without a Clue) este un film britanic de comedie regizat de Thom Eberhardt cu Michael Caine, Ben Kingsley și Lysette Anthony în rolurile principale.

## Povestea
Premiza filmului este că Sherlock Holmes este, de fapt, un personaj fictiv creat de Dr. John Watson (Ben Kingsley) pentru a putea rezolva cazuri incognito în timpul perioadei în care încerca să obțină un loc de muncă ca medic. Deși nu reușește să obțină niciun post, pentru a satisface cerințele publicului de a-l vedea pe Holmes în persoană, misterioasa persoană care chipurile ar fi rezolvat cazul, Watson angajează pe actorul șomer și alcoolic Reginald Kincaid (Michael Caine) pentru a se da drept Holmes. În prima scenă a filmului „Holmes” și Watson opresc un jaf la muzeu, cu Watson făcând majoritatea muncii de detectiv, dar presa dorește doar să-l aclame pe Holmes. Când „Holmes” începe să capteze atenția tuturor, Watson devine gelos și în concediază, scrie că personajul a dispărut și încearcă să pornească o altă serie de scrieri polițiste despre „Doctorul criminalist”. Când îi spune redactorului șef adevărul acesta nici nu vrea să audă și îi spune că publicul îl vrea doar pe Holmes. Dându-și seama că jaful la muzeu a fost doar o înscenare pentru a se fura hârtie pentru tipărit bancnote de la o fabrică căreia i s-a dat foc pentru a se acoperi urmele, Watson încearcă să investigheze la fața locului. Dar un ofițer îl oprește și îi spune că nu are voie să intre acolo, că nu știe cine este și că dacă ar fi fost împreună cu Holmes nu ar fi făcut drumul degeaba. Cu toate acestea, el trebuie să-l cheme pe Holmes înapoi atunci când guvernul britanic vrea ca Holmes și nimeni altcineva să rezolve un mister care implică matrițe furate de la Banca Angliei pentru tipărirea bancnotelor de 5£ și pe un supraveghetor de tipografie, Peter Giles, care a dispărut în noaptea când a avut loc jaful la muzeu.
Inspectorul Lestrade (Jeffrey Jones) este gelos pe aparentele abilități de detectiv ale lui Holmes și nu pierde nicio ocazie pentru a-i spiona pe „Holmes” și Watson pentru a fura ideile lor. Indiciile îi îndreaptă spre fiica lui Peter Giles. Atunci când Watson și „Holmes” descoperă că profesorul Moriarty (Paul Freeman) este creierul din spatele afacerii, Watson este aparent omorât într-o încercare de a-l captura pe Moriarty, forțându-l pe „Holmes” să rezolve cazul pe cont propriu. Unul dintre băieții lui Watson îi aduce o bancnotă falsă de 5£ tipărită doar pe o parte, iar „Holmes” observă că seria are doar trei cifre (234) și după ce face legătura cu un text din cartea Psalmilor, preferata lui Peter Giles, deduce că acesta și falsificatorii de bani sunt sub un teatru abandonat (unde avusese loc piesa Valea umbrei așa cum este scris în Psalmul 23:4). La teatru, „Holmes” descoperă că Watson este încă în viață, cei doi împreună îl salvează pe Giles și-l înfrâng pe Moriarty, actorul Kincaid demonstrându-și abilitățile sale de luptător cu sabia într-un duel cu Moriarty. Watson se gândise la același raționament ca și „Holmes” ca să afle locul unde se aflau falsificatorii, dar Peter Giles le spune că cele trei cifre reprezentau direct adresa teatrului: 234. În final, Watson renunță la ideea sa și anunță publicul că, deoarece infracțiuni sunt peste tot, acesta nu este ultimul caz al lui „Holmes” și că acesta își va continua munca sa de „detectiv”.

## Distribuția
| Actor/Actriță   | Rol                                  |
| Michael Caine   | Sherlock Holmes (Reginald Kincaid)   |
| Ben Kingsley    | Dr. John Watson                      |
| Jeffrey Jones   | Inspectorul George Lestrade          |
| Lysette Anthony | Lesley Giles (Fake)                  |
| Paul Freeman    | Profesorul James Moriarty            |
| Pat Keen        | Doamna Hudson                        |
| Matthew Savage  | Wiggins                              |
| Nigel Davenport | Lordul Smithwick                     |
| Tim Killick     | Sebastian Moran                      |
| Peter Cook      | Norman Greenhough                    |
| John Warner     | Peter Giles                          |
| Matthew Sim     | Lesley Giles (Real)                  |
| Fredrick Fox    | Priest                               |
| Harold Innocent | Lord Mayor Gerald Fitzwalter Johnson |
| George Sweeney  | John Clay                            |
| Murray Ewan     | Archie                               |
| Jennifer Guy    | Fiica Lordului Mayor                 |

## Producție

### Scriere
Scris de Gary Murphy și Larry Strawther, doi Sherlockieni devotați, filmul a avut inițial titlurile de lucru Impostorul de pe Baker Street (The Imposter of Baker Street) și Eu și Sherlock (Sherlock and Me)[1]. Scenariul a fost plin de numeroase referințe la Doyle, dintre care unele au fost eliminate din filmul final pentru a-l face mai accesibil. O referință din lumea reală care a supraviețuit a fost personajul Norman Greenhough, bazat pe Herbert Greenhough Smith, editor al The Strand Magazine, a cărui credință în personajele Holmes/Watson a adus faimă și avere atât scriitorului, cât și periodicului.

## Recepție
Filmul a fost evaluat negativ în timpul lansării sale inițiale, în timp ce recenziile contemporane au fost mai pozitive. Pe Rotten Tomatoes, filmul are un rating de aprobare de 62% pe baza a 13 recenzii, cu un rating mediu de 5,6/10. Publicul chestionat de CinemaScore a acordat filmului o nota B+ pe o scară de la A la F.
Roger Ebert a acordat filmului două stele din patru pe motiv că „premisa amuzantă” conform căreia Holmes este de fapt un actor prost angajat de Watson pentru a juca rolul nu este suficientă pentru a realiza acest film. Acest lucru a fost repetat în The Monthly Film Bulletin: „Dacă această premisă ar fi viabilă, ar necesita alegerea unui actor care ar trebui să treacă drept Holmes autentic. Așa cum este, ni se oferă pur și simplu un bufon.” Dave Kehr, scriind pentru Chicago Tribune, a fost de acord că „un film cu Sherlock Holmes poate fi mai multe lucruri, dar prostia nu este unul dintre ele. Totuși, nu există alt mod de a caracteriza filmul Fără dovadă...”
Vincent Canby, scriind pentru The New York Times, a declarat că Fără dovadă a fost „o trimitere îngrozitor de nechibzuită la povestirile cu Sherlock Holmes-Dr. Watson”. Variety a recunoscut că filmul „generează câteva râsete și zâmbete, dar de o natură marcant de blândă și cele mai multe dintre ele provocate de păcăleala judecată cu înțelepciune a celor două vedete.” Harvey O'Brien a considerat că filmul părea „mai mult ca o producție de televiziune”, deși alegerea actorilor pentru personajele principale abordează în mod convingător „artificialitatea mitului Holmes” și „prezintă o răscumpărare unică a figurii lui Watson”.
Filmul a câștigat premiul special al juriului în 1989 la Festivalul Filmului Polițist de la Cognac.